# 盧班戈
盧班戈（葡萄牙語：Lubango）為安哥拉威拉省首府，位於羅安達南方750公里，距最近之大城納米貝150公里，根據安哥拉2009年的人口普查，盧班戈有245,196人，為安哥拉第4大城市，於1975年之前則以沙達班代拉（Sá da Bandeira）為名，盧班戈公認為安哥拉最冷的城市，紀錄最低溫為-2°C。

## 歷史
盧班戈最初為葡萄牙的殖民城鎮，並開墾附近農業地帶，於1923年建設木薩米迪什鐵路可達大西洋沿岸城市納米貝。

### 葡萄牙殖民之前
此時期盧班戈人口稀少，有少數游牧民族科伊桑人活動。

### 葡萄牙殖民
於1882年，約1000人自馬德拉群島移民至今日的盧班戈地區，葡萄牙農民成功開發該地區並建立殖民地，而盧班戈為殖民者的生活中心而發展，於1885年建立於海拔1760公尺的威拉高原上。
1885年，約40個布爾人家庭自南非西北部移居格魯芳田，因葡萄牙要求，部分Dorslandtrekker移居至今日盧班戈附近，此地於柏林西非會議後正式成為葡萄牙的殖民地，而布爾人則欲返回格魯芳田建立烏平頓尼亞共和國。
至1910年，居住於盧班戈地區的葡萄牙人已超過1700人，連接至納米貝的木薩米迪什鐵路（現稱納米貝鐵路）於1923年完成，並以沙達班代拉侯爵命名，由於半游牧的Nhaneka-Humbe族人不願居住於城市，沙達班代拉成為葡屬西非唯一白人居多數的城市。也一度成為南安哥拉內地的主要據點，並建有葡萄牙式的教堂、商場、商場、工廠、小學，如同其他殖民地城市一樣，亦建市政廳、醫院、CTT郵局、銀行（主要為大西洋銀行）及其他服務。隨著車站及機場的建立及機具的維修保養，而成為農業及運輸中心，於1951年葡屬西非殖民地正式改名為安哥拉海外省。

### 自葡萄牙獨立後
於1974年4月25日康乃馨革命後，安哥拉隨後獨立，城市也改為原名盧班戈。於安哥拉內戰期間，盧班戈成為西南非洲人民组织軍隊的主要基地，一度繁榮的經濟因內戰而衰退。
於2001年一架Sociedade de Aviacao Ligeira航空的比奇1900降落時撞擊山壁墜毀，機上17人僅1人生還。
內戰於2002年結束後，安哥拉及盧班戈經濟上快速發展，境內也較為穩定及平和。

## 經濟
盧班戈以農業為主體，尤以附近肥沃地區所生產肉類產品、穀物、劍麻、菸草、水果及蔬菜最為重要，工業方面則以食品加工、皮革染色及民生用品為主。
許多安哥拉銀行如非洲投資銀行。

## 交通
盧班戈主要機場為盧班戈機場（IATA碼：SDD），此機場亦為安哥拉空軍的戰鬥轟炸機群之總部所在地，每日有TAAG安哥拉航空來自羅安達的定期航班，每周三班飛往納米比亞溫得和克。
盧班戈為木薩米迪什鐵路連接至希安熱的轉接點，城中有計程車服務，可僱標有「特定」（PARTICULAR）字樣的計程車遊覽盧班戈，SGO公車於盧班戈與洛比托間營運。

## 氣候
盧班戈位於海拔1760公尺的高原上，為安哥拉海拔最高的城市之一，白天相當濕熱，到了晚上較為寒冷，年均溫為18°C，極端高溫及低溫分別為34°C及1°C，於最寒冷的6月有可能下霜，12月至隔年3月為主要雨季，盧班戈因高地氣候而月均溫差異較小。
| 盧班戈                | 盧班戈    | 盧班戈    | 盧班戈    | 盧班戈   | 盧班戈  | 盧班戈  | 盧班戈  | 盧班戈  | 盧班戈  | 盧班戈   | 盧班戈    | 盧班戈    | 盧班戈     |
| 月份                  | 1月       | 2月       | 3月       | 4月      | 5月     | 6月     | 7月     | 8月     | 9月     | 10月     | 11月      | 12月      | 全年       |
| --------------------- | --------- | --------- | --------- | -------- | ------- | ------- | ------- | ------- | ------- | -------- | --------- | --------- | ---------- |
| 历史最高温 °C（°F）   | 30 (86)   | 30 (86)   | 30 (86)   | 28 (82)  | 30 (86) | 28 (82) | 27 (81) | 30 (86) | 31 (88) | 34 (93)  | 38 (100)  | 31 (88)   | 38 (100)   |
| 平均高温 °C（°F）     | 25 (77)   | 25 (77)   | 25 (77)   | 25 (77)  | 25 (77) | 24 (75) | 24 (75) | 26 (79) | 28 (82) | 28 (82)  | 26 (79)   | 25 (77)   | 26 (78)    |
| 日均气温 °C（°F）     | 18 (64)   | 18 (64)   | 18 (64)   | 18 (64)  | 17 (63) | 15 (59) | 15 (59) | 18 (64) | 20 (68) | 20 (68)  | 19 (66)   | 18 (64)   | 18 (64)    |
| 平均低温 °C（°F）     | 12 (54)   | 12 (54)   | 12 (54)   | 11 (52)  | 9 (48)  | 6 (43)  | 6 (43)  | 10 (50) | 12 (54) | 12 (54)  | 12 (54)   | 12 (54)   | 11 (51)    |
| 历史最低温 °C（°F）   | 5 (41)    | 5 (41)    | 2 (36)    | 3 (37)   | 0 (32)  | −1 (30) | −1 (30) | 0 (32)  | 4 (39)  | 3 (37)   | 5 (41)    | 3 (37)    | −1 (30)    |
| 平均降水量 mm（）     | 140 (5.5) | 150 (5.9) | 160 (6.3) | 90 (3.5) | 0 (0)   | 0 (0)   | 0 (0)   | 0 (0)   | 0 (0)   | 70 (2.8) | 110 (4.3) | 160 (6.3) | 880 (34.6) |
| 来源：weatherbase.com |           |           |           |          |         |         |         |         |         |          |           |           |            |

## 體育
Tundavala國家體育場由中國公司所建造，為2010年非洲國家盃的比賽場地之一。

## 外部連結
- 盧班戈--大英百科全書 （页面存档备份，存于）